# Rondeletia rigida
Rondeletia rigida är en måreväxtart som beskrevs av August Heinrich Rudolf Grisebach. Rondeletia rigida ingår i släktet Rondeletia och familjen måreväxter. Inga underarter finns listade i Catalogue of Life.